# Robert Recorde
Robert Recorde (1510? – 1558, Southwark, Anglie) byl velšský matematik a lékař. Byl první, kdo v roce 1557 pro označení rovnosti použil symbol „=“.
Jako člen vážené velšské rodiny z Tenby nastoupil v roce 1525 ke studiu na Oxfordu. V roce 1545 přestoupil na Cambridge, aby získal doktorát z medicíny. Po dokončení studia se opět vrátil do Oxfordu, kde vedl veřejné přednášky z matematiky. Později odešel do Londýna, kde sloužil jako lékař na královském dvoře Eduarda VI. a stal se také správcem královské mincovny. Poté, co byl jedním ze svých politických odpůrců zažalován za pomluvu, byl zatčen a roku 1558 zemřel ve vězení.